# Thrypticus fortescuensis
Thrypticus fortescuensis är en tvåvingeart som beskrevs av Daniel J. Bickel 1986. Thrypticus fortescuensis ingår i släktet Thrypticus och familjen styltflugor. Inga underarter finns listade i Catalogue of Life.